# Ekenässjön (Vetlanda socken, Småland)
Ekenässjön är en sjö i Vetlanda kommun i Småland och ingår i Emåns huvudavrinningsområde. Sjön är 6 meter djup, har en yta på 0,992 kvadratkilometer och är belägen 218 meter över havet. Sjön avvattnas av vattendraget Vetlandabäcken. Vid provfiske har bland annat abborre, björkna, braxen och gädda fångats i sjön.
Vid sjöns östra sida ligger samhället Ekenässjön.

## Delavrinningsområde
Ekenässjön ingår i det delavrinningsområde (637452-145201) som SMHI kallar för Utloppet av Ekenässjön. Avrinningsområdets medelhöjd är 236 meter över havet och ytan är 7,75 kvadratkilometer. Det finns inga delavrinningsområden uppströms utan avrinningsområdet är högsta punkten. Vetlandabäcken som avvattnar avrinningsområdet har biflödesordning 3, vilket innebär att vattnet flödar genom totalt 3 vattendrag innan det når havet efter 169 kilometer. Delavrinningsområdet består mestadels av skog (50 procent) och jordbruk (17 procent). Avrinningsområdet har 0,98 kvadratkilometer vattenytor vilket ger det en sjöprocent på 12,6 procent. Bebyggelsen i området täcker en yta av 0,89 kvadratkilometer eller 11 procent av avrinningsområdet.

## Fisk
Vid provfiske har följande fisk fångats i sjön:
- Abborre
- Björkna
- Braxen
- Gädda
- Gös
- Mört
- Ruda
- Sarv
- Sutare